# Color-field painting
Color-field painting ('farvefeltsmaleri') er en abstrakt maleform med enkle og rene former og farver uden tonale kontraster, hvor motiv og grund har samme værdi. Billedets tema er dets form. Malerierne er sædvanligvis ganske store, men skal dog ses på nært hold for at udfylde hele synsfeltet for iagttageren.
Betegnelsen dækker visse sider ved abstrakt ekspressionisme hos malere som Ad Reinhardt, Mark Rothko, Barnett Newman og arbejder af den efterfølgende generation sidst 1950'erne som Morris Louis, Kenneth Noland, Jules Olitski.

## Galleri
| - Eksempler på farvefeltsmaleri - Theo van Doesburg: Composition XX, 1920 - Ryszard Wasko tilegnet Barnett Newman, 1988 - Wolfgang Hollegha: Kunst am Bau. Bydelen Alterlaa i Wien |